# Mahmud ibn Zarkun
Mahmud ibn Zarkun, Mahmud ben Zergun (arab. محمود بن زرقون, Maḥmūd ibn Zarqūn, zm. w marcu 1595 roku) – eunuch podniesiony do godności paszy. Przez pewien czas był dowódcą wszystkich renegatów w Maroku. Zastąpił Dżaudara jako główny dowódca marokańskiej inwazji na Songhaj w latach 1591–1595. Pokonał Askię Ishaka II w czasie bitwy pod Bambą, jego następcę Askię Mohammeda Gao zabił w wyniku podstępu, po czym kontynuował walki z Askią Nuhem. Odpowiedzialny za represje i grabieże w Timbuktu, stopniowo uniezależniał się od sułtana. Ahmad al-Mansur skazał go na śmierć, nim jednak wykonawca werdyktu zdążył dotrzeć nad Niger Mahmud zginął w samobójczej walce z Songhajami 15 marca 1595 roku.

## Życiorys
Mahmud ibn Zarkun był dworskim eunuchem na dworze marokańskim. Doszedł do bardzo wysokiej pozycji w państwie, otrzymał tytuł paszy i przez pewien czas dowodził wszystkimi marokańskimi Moryskami .

### Inwazja na Songhaj

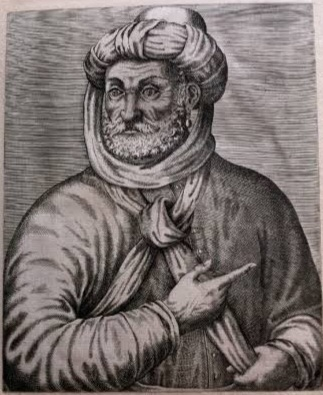
Sułtan Maroka Ahmad al-Mansur

Sułtan Ahmad al-Mansur wysłał w 1590 roku ekspedycję, której celem było podbicie Songhaju. Jej dowódca, pasza Dżaudar, po odniesieniu znacznych zwycięstw przesłał monarsze propozycję pokojową Askii Ishaka II. Oferta pokoju oburzyła al-Mansura – oczekiwał on podporządkowania sobie całego państwa Sudańczyków, zwłaszcza zaś przejęcia kontroli nad kopalniami złota. Wysłał on nad Niger paszę Mahmuda ibn Zarkuna, aby przejął dowództwo nad marokańską inwazją .   

#### Rozprawa z Ishakiem II i Mohammedem Gao
Ekspedycja paszy Mahmuda ibn Zarkuna składająca się z wyselekcjonowanych, elitarnych wojsk, przebyła Saharę w ciągu zaledwie 7 tygodni (przy 135 dniach których potrzebowała pierwsza wyprawa). Dotarła do Timbuktu 17 sierpnia 1591 roku. Pasza mianował poprzednika swoim zastępcą, ten zaś wprowadził go w obecną sytuację. Gdy ibn Zarkun dowiedział się, że Songhajczycy, w razie zagrożenia ze strony nie posiadających łodzi Marokańczyków uciekają za rzekę, postanowił zmienić ten stan rzeczy. Z drzwi i framug domostw Timbuktu oraz z nielicznych drzew w ciągu trzech tygodni zbudował trzy barki .
Tak przygotowany pasza Mahmud wyruszył w celu rozprawy z Sudańczykami. Decydująca bitwa miała miejsce nad Nigrem w pobliżu miejscowości Bamba, gdzie armia Songhaju została rozgromiona. Pokonany Ishak II utracił władzę na rzecz brata Mohammeda Gao.
Aby zapobiec rozbiciu państwa nowy Askia rozpoczął za pośrednictwem swojego sekretarza Bukara Lanbaru negocjacje pokojowe z paszą Mahmudem. Wojska ibn Zarkuna zaczynały cierpieć głód, poprosił więc Mohammeda o wysłanie pożywienia, na co ten przystał. Pasza oświadczył, że warunkiem pokoju jest osobiste złożenie przysięgi wierności Marokańczykom przez Askię i jego dygnitarzy, na co również Askia wyraził zgodę. Mahmud ibn Zarkun wydał przyjęcie na cześć przybyłych gości, w trakcie którego rozkazał uwięzić wszystkich Songhajów poza Bukarem. Rychło Askia i jego 18 dostojników zostali przewiezieni do Gao, po czym zgładzeni na rozkaz paszy. Michel podaje, że inicjatorem sprowadzenia Askii był kaid Mami. Zasugerował on Mohammedowi, by jako gest dobrej woli w negocjacjach pokojowych dostarczył on żywność głodującym mieszkańcom Timbuktu. Gdy Askia przybył z zapasami żywności został wraz ze świtą zamordowany na rozkaz Mahmuda, który chciał w ten sposób zemścić się za straty poniesione przez Marokańczyków podczas przeprawy przez Saharę . 
Mahmud ibn Zarkun zdecydował się na mianowanie na kontrolowanych przez siebie terenach nowego Askii, licząc na uspokojenie w ten sposób Sudańczyków. Został nim Sulejman, który pierwszy uznał władzę Marokańczyków. Jego brat Nuh ewakuował wielu Songhajów z opanowanych przez Maroko terenów, aby kontynuować opór w Dendi.

#### Walki o Dendi

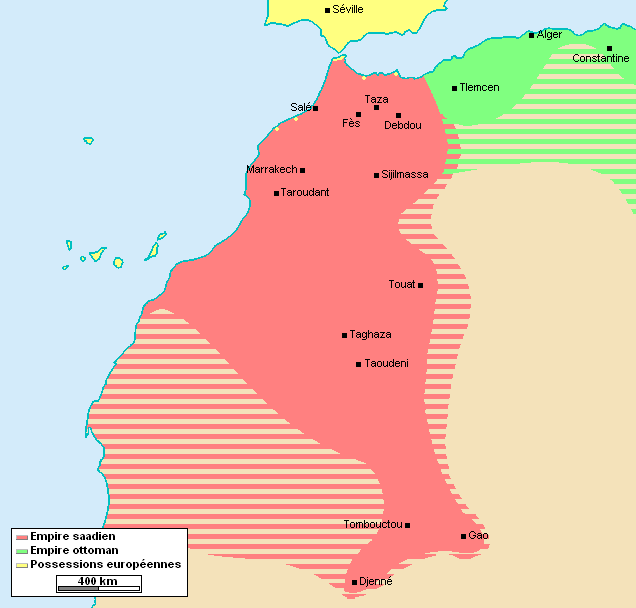
Tereny podporządkowane władzy Maroka przy udziale Mahmuda ibn Zarkuna.

Pasza Mahmud znał reakcję sułtana na propozycję zawarcia pokoju nadesłaną do Marrakeszu przez Dżaudara, uznał więc, że musi podbić terytorium Songhaju w całości. Zbudował kasbę w nadnigeryjskiej miejscowości Kolen, która stała się bazą jego wojsk w Dendi. Stąd wyprowadzał ataki i pogonie za organizującymi ciągłe zasadzki wojskami Nuha. Podczas dwuletnich walk Mahmud utracił wielu żołnierzy z powodu chorób, stracił również wszystkie konie, a zapas żywności wyczerpywał się. Mimo iż na prośbę paszy al-Mansur przesłał mu liczne posiłki, nie był on w stanie pokonać wojsk Askii. W październiku 1593 roku wycofał swoje siły z Dendi, pozostawiając ewakuowany niedługo potem garnizon w Kolen.

#### Polityka wobec Timbuktu
Jeszcze w czasie gdy ibn Zarkun prowadził wojnę przeciwko Ishakowi II, mieszkańcy Timbuktu wznieśli bunt. Porządek w mieście przywrócił kaid Mami, który wkroczył do Timbuktu 27 grudnia 1591 roku na czele 324 arkebuzerów. Zjednał on sobie mieszkańców łagodnym potraktowaniem buntowników. Politykę tę z niejasnych powodów zmienił ben Zarkun. Jeszcze w czasie walk w Dendi w październiku 1592 roku, Mahmud rozkazał, aby publicznie i w brutalny sposób zabić dwóch potomków szarifa Ahmada as-Sakallego. Aby wpłynąć na politykę okupantów, kadi Umar wysłał do Marrakeszu list, w którym prosił sułtana o litość. Ahmad al-Mansur przyjął posłów kadiego życzliwie i obiecał zakończyć represję, w tajemnicy jednak wysłał wraz z nowymi posiłkami rozkaz aresztowania Umara i zdławienia wszelkiego oporu. Po powrocie z Dendi pasza Mahmud złupił koczownicze plemiona Sanhadża, jednak zdobycze okazały się niezadowalające. Aby zaspokoić oczekiwania sułtana, pasza postanowił ograbić mieszkańców Timbuktu. Wykorzystał w tym celu podstęp – ogłosił, że domy mieszkańców zostaną przeszukane, a wszelka znaleziona broń zostanie zarekwirowana. Zarządzenie miało nie dotyczyć jedynie potomków kadiego Mohammeda Akita, co spowodowało, iż mieszkańcy ukryli większość swoich kosztowności w budynkach należących do krewnych kadiego. Mahmud przyjął 18 i 19 października przysięgę wierności od kupców, na 20 października zarządził przyjmowanie analogicznej przysięgi od ulemów. Gdy ci zebrali się we wskazanym miejscu, zostali aresztowani przez Marokańczyków. W tym czasie ich domostwa zostały obrabowane, wszystkie kosztowności złożone przez mieszkańców przeszły więc w ręce okupantów. Część uwięzionych mędrców została wymordowana za murami miasta, pozostałych uwięziono w kasbie. Grupa ta została 18 marca 1594 roku deportowana do Maroka. Znajdował się w niej kadi Umar oraz słynny pisarz Ahmad Baba, uwolniony dzięki zabiegom marokańskich ulemów.

#### Śmierć
Pasza Mahmud wysłał do Marrakeszu 100 000 mitkali złota i niewolników. Z pozostałej sumy część rozdzielił żołnierzom, a resztę zagarnął dla siebie. Dystans od metropolii sprawił, że pasza nie próbował ukrywać luksusów oraz drwił z sułtana, co spowodowało wysłanie donosów przez jednego z kaidów. Rozwścieczony al-Mansur wysłał do Timbuktu kaida Mansura ibn Abd ar-Rahmana, który miał zabić ibn Zarkun i zająć jego stanowisko. Mahmud dowiedział się o czekającym go losie od posłańca wysłanego przez syna sułtana, Bu Farisa. Pasza postanowił uprzedzić fakty i wyruszył w kolejną wyprawę zbrojną przeciwko Askii Nuhowi. Podczas samobójczego ataku na Hombori 15 marca 1595 został ugodzony strzałą i zginął. Jego armia powróciła do Timbuktu pod wodzą Askii Sulejmana. Askia Nuh przekazał głowę ibn Zarkun Kancie Dawudowi – sułtanowi sojuszniczego Kebbi.